# Astaneh Ashrafieh
Astaneh Ashrafieh (persană: آستانه اشرفيه )   este un oraș din provincia Gilan, Iran.